# 入江信吾
入江 信吾（いりえ しんご、1976年5月4日 - ）は、日本の男性脚本家。福岡県出身。福岡県立修猷館高等学校卒業。神戸大学経済学部卒業。日本脚本家連盟員。

## 来歴
2004年、東映芸術職に脚本家として採用され、2005年に『相棒』season4 第７話「波紋」を手掛け、ドラマ脚本家デビューした。

## 脚本作品

### テレビドラマ
- 相棒シリーズ
  - season4　第7話「波紋」（脚本・2005年）
  - season6　第6話「この胸の高鳴りを」（脚本・2007年）
- これから…（脚本・2005年）
- 警視庁捜査一課9係シリーズ
  - season1　第6話「動く指紋の謎」（脚本・2006年）
  - season2　第7話「狙われた誕生会」（脚本・2007年）
- 美味學院 第5話・第9話（脚本・2007年）
- 女刑事みずき〜京都洛西署物語〜シリーズ
  - 2nd SEASON　第4話「恋日記を綴る死美人!! 15年目の殺意」（脚本・2007年）
- サンシャイン デイズ 第2話・第7話・第8話・第11話（脚本・2007年）
- 信濃のコロンボ事件ファイル 17「遠野殺人事件」（共同脚本・2008年）
- ヘヴンズ・ロック～Heaven's Rock～ （シリーズ構成、脚本・2010年）
- 釣り刑事 1・2・3・4・5・6（脚本）
- 医療捜査官 財前一二三 2・3・4・5（脚本）
- 撮らないで下さい!!グラビアアイドル裏物語（脚本・2012年）
- 刑事の証明 6（脚本・2013年）
- 名探偵 神津恭介 2「〜呪縛の家〜」（脚本・2015年）
- アノニマス〜警視庁“指殺人”対策室〜（共同脚本・2021年）
- テイオーの長い休日（脚本・2023年）
- 私の死体を探してください。（脚本・2024年）
- 黒蜥蜴（脚本・2024年）

### 映画
- サンシャインデイズ（2008年、脚本）
- RISE UP（2009年、脚本）
- 白夜行（2011年、共同脚本）
- なつやすみの巨匠[5]（2017年、企画製作・脚本）

### アニメ
- 黒子のバスケ 第3・6・9・12・16・20・22話（脚本・2012年）
- 黒子のバスケ 第2期 第30・31・34・41・45話（脚本・2013年～2014年）
- ログ・ホライズン 第5・7・12・16・23話（脚本・2013年～2014年）
- ログ・ホライズン 第2シリーズ 第2・8・13・18話（脚本・2014年～2015年）
- 黒子のバスケ 第3期 第52・55・58・61話（脚本・2015年）
- ALL OUT!! 第2・5話（脚本・2016年～2017年）
- ナンバカ 第6話（脚本・2016年）
- サクラクエスト 第6・7・8・9・12・13・17・18・19・20話（脚本・2017年）
- 重神機パンドーラ 第5・6話（脚本・2018年）
- ゴールデンカムイ 第4・8・11話（脚本・2018年）
- 火ノ丸相撲 第1話（脚本・2018年）
- 消滅都市（シリーズ構成・全話脚本・2019年）
- 博多明太!ぴりからこちゃん（シリーズ構成・2019年）
- キングダム 第3シリーズ 第3話（脚本・2020年）
- ログ・ホライズン 第3シリーズ 第4・8・9話（脚本・2021年）
- ラブオールプレー（脚本・2022年）
- アオアシ（脚本・2022年）
- あやかしトライアングル（脚本・2023年）
- ティアムーン帝国物語〜断頭台から始まる、姫の転生逆転ストーリー〜（脚本・2023年）
- 俺だけレベルアップな件（脚本・2024年）
- 転生したらスライムだった件（脚本・2024年）
- 魔王の俺が奴隷エルフを嫁にしたんだが、どう愛でればいい?（脚本・2024年）
- 俺は全てを【パリイ】する 〜逆勘違いの世界最強は冒険者になりたい〜（脚本・2024年）
- チ。-地球の運動について-（シリーズ構成・2024年）[7]
- 悪役令嬢転生おじさん（シリーズ構成・2025年）[8]
- ニャイト・オブ・ザ・リビングキャット（シリーズ構成・2025年）

### CD・DVD
- 魔法戦隊マジレンジャー
  - マジカルサウンドステージ(1)
  - マジカルサウンドステージ(2) ソング・コレクション
  - マジカルサウンドステージ(3) トラベリオン マジカルサウンズツアーズ
- ドラマCD おとまりHONEY（脚本・2008年）
- ドラマCD そこはぼくらの問題ですから（脚本・2009年）